# Alice in Wonderland (1910)
Alice in Wonderland (bzw. Alice’s Adventures in Wonderland (A Fairy Comedy)), von der US-amerikanischen Edison Manufacturing Company, ist die zweite Alice-im-Wunderland-Verfilmung und die erste in den USA entstandene. Der Film basiert auf dem gleichnamigen Buch von Lewis Carroll und wurde 1910 in den USA produziert. Er besteht aus insgesamt 14 Szenen und wurde in der Bronx gedreht. Eine erste Verfilmung des Stoffes war bereits 1903 in Großbritannien entstanden.
Die Zeitschrift New York Dramatic Mirror besprach den Film in ihrer Ausgabe vom 14. September 1910. „Dies ist der originellste und interessanteste Film seit Langem“, lautete das zusammenfassende Urteil. Besonders der Trickeffekt, in dem Alice schrumpft, fand den Beifall des Kritikers. Er verglich ihn anerkennend mit dem ähnlichen Effekt der älteren britischen Verfilmung und schrieb, die Darstellung sei gleichermaßen „gekonnt umgesetzt zu Beginn ihrer (Alices) Abenteuer“.